# 八並映子
八並 映子（やなみ えいこ、1948年10月22日 - 2017年1月14日）は、日本の女優。本名：三浦 由江（みうら よしえ、旧姓：青木）。身長163cm、体重49kg。

## 来歴
静岡県藤枝市出身。県立藤枝西高校卒業。1969年、大映に第20期ニューフェイスとして入社、翌年にデビュー。
大映末期で唯一活気に満ちていた高校生番長シリーズと呼ばれる集団青春劇の中心的存在として、野放図な若さを堂々と体現し、関根恵子、渥美マリ、南美川洋子、川崎あかねとともに大映末期の5人娘として活躍した。早熟な高校生、番長といった反体制的な役柄を得意とした。1970年度エランドール新人賞受賞。
主演作の「悪名尼」は大映配給の最後の作品 (1971年11月20日公開) である。大映倒産後フリーとなり、他社映画作品やテレビに重点を移した。
2017年1月14日に亡くなったと女優のひし美ゆり子ブログにて発表された。

## 出演

### 映画
- 女賭博師壷くらべ (1970年2月21日、大映東京) - ホステス
- 高校生番長（1970年5月1日、大映東京) - 木村妙子
- 十代の妊娠 (1970年7月1日、大映京都) - 柴崎早苗
- 高校生ブルース (1970年8月22日、大映東京) - トシ子
- 高校生番長 棒立てあそび (1970年9月12日、大映東京) - 相川光代
- 高校生番長 深夜放送 (1970年10月24日、大映東京) - 倉本京子
- 高校生番長 ズベ公正統派 (1970年12月15日、大映東京) - 内海はる恵
- 可愛い悪魔 いいものあげる (1970年12月25日、大映東京) - 仲子
- すっぽん女番長 (1971年1月27日、大映東京) - 哲子
- タリラリラン高校生 (1971年2月17日、大映東京) - ルミ
- 十七才の成人式 (1971年6月23日、大映東京) - 石丸りえ
- ガメラ対深海怪獣ジグラ (1971年7月17日、大映東京) - 菅原ちか子
- 成熟 (1971年10月16日、大映東京) - 小谷ミキ
- 穴場あらし (1971年10月16日、大映京都) - 井上悦子
- 悪名尼 (1971年11月20日、大映東京) - ミカ
- 不良番長のら犬機動隊 (1972年4月26日、東映) - ガリ
- 哥 (1972年6月17日、ATG) - 森山夏子
- 喜劇 泥棒大家族 天下を盗る (1972年10月28日、東宝) - アケミ
- 高校生無頼控 (1972年11月26日、東宝) - 牧葉昌子
- 女囚さそり 第41雑居房 (1972年12月30日、東映) - 我妻春江
- 蛇と女奴隷 (1976年10月16日、東映) - 白鳥静子
- 好色源平女絵巻 (1977年10月22日、東映) - 常盤御前
- 歌麿 夢と知りせば (1977年6月23日、日本ヘラルド) - 夜鷹
- 悪女軍団 (1981年10月23日、にっかつ) - 堀越涼子

### テレビドラマ
- ザ・ガードマン (TBS / 大映テレビ室)
  - 第319話 「殴りこみホットパンツ大作戦」 (1971年5月14日)
  - 第332話 「この夏女子学生がやった大冒険」 (1971年8月20日)
- 銭形平次「第308話 稲荷の鈴」 (1972年3月29日、CX / 東映) - おふじ
- 遠山の金さん捕物帳 第104話「桜吹雪に泣く女」 (1972年7月2日、NET / 東映) - お仙
- キイハンター (TBS / 東映)
  - 第228回「女忍者対ギャング変身大作戦！」 (1972年8月12日)  - 女忍者沙織[2]
  - 第241回「喜劇！おへそ特攻隊」 (1972年11月11日) - 相沢サキ
- プレイガールシリーズ (東京12ch / 東映)
- プレイガール
  - 第175回「河豚田警部の初恋」 (1972年8月7日) - 玲子
  - 第185回「女は全裸で勝負する」 (1972年10月16日) - 一乗寺竜子
  - 第199回「女は裸で命を賭ける」 (1973年1月22日) 〜 第287話「男見るべからず プレイガール最後の決闘」 (1974年9月30日) - 三波映子(レギュラー)
  - プレイガールQ (1975年)
    - 第20話「モデル売春殺人事件」 (1975年) - 里見あかね
    - 第34話「恐怖のタレント失踪事件」(1975年) - 戸波英子
    - 第42話「温泉脱ぎ脱ぎ作戦」(1975年) - お京
    - 第51話「社長桃色漫遊記」(1975年) - 洋子
    - 第62話「初笑い! 裸でびっくりお色気合戦」(1976年) - 依田映子
- 大岡越前 第4部 第24話「姿なき怪盗」(1975年3月17日、TBS / C.A.L) - お袖
- ふりむくな鶴吉 第30話 (1974年、NHK)
- 非情のライセンス 第2シリーズ 第62話「兇悪の超特急」（1975年12月18日、NET / 東映） - 順子
- 江戸を斬るII 第26話「美しい復讐鬼」 (1976年5月3日、TBS / C.A.L) - お松
- 同心部屋御用帳 江戸の旋風II 第23話 「牢破り」 (1976年9月2日、CX / 東宝)
- ベルサイユのトラック姐ちゃん 第18話 「京都の恋に裸はぬれる」 (1976年9月10日、NET / 東映)
- 大都会 PARTII 第4話「警官嫌い」 (1977年4月26日、NTV / 石原プロ)  - 竹本早苗
- 土曜ワイド劇場 新幹線殺人事件 (1977年7月16日、テレビ朝日)
- 土曜ワイド劇場 混浴岩風呂連続殺人・にせ夫婦東北ツアー 運ばれた全裸死体 (1983年11月19日、朝日放送)

ほか

### 吹き替え
- 盲目ガンマン（アグネタ・ エクミール）

## その他の活動
- プレイガールオフィス・トークショー「プレイガール伝説」（2000年）